# Andriasa contraria
Andriasa contraria är en fjärilsart som beskrevs av Walker 1856. Andriasa contraria ingår i släktet Andriasa och familjen svärmare. Inga underarter finns listade i Catalogue of Life.